# Jacques Cottiby
Pour les articles homonymes, voir Cottiby.
Jacques Cottiby, mort à Poitiers le 25 mars 1660, est un pasteur protestant français.

## Biographie
Jacques Cottiby est le fils de Jacques Cottiby, fabricant de canons à La Rochelle, et de Marie Barbier. Marié avec  Suzanne Gobert, fille de René Gobert, sieur de Chouppes et de Beaulieu, consul des marchands à Poitiers, et de Jeanne Chessé, il est le père de Samuel Cottiby.
Né catholique, Cottiby avait été nommé, après avoir embrassé la religion réformée, pasteur à Poitiers. Le Poitou l’avait député à divers synodes nationaux, entre autres, à celui de Charenton (en 1623) qui l’avait envoyé en Cour avec Dubois-Saint-Martin pour demander au roi le retour du célèbre Pierre Du Moulin.
Il gouverna pendant 30 ans l’église protestante de Poitiers, à la suite de quoi son fils Samuel Cottiby lui succéda, en 1653.
Restés fidèles à la religion réformée, ses parents qui s'étaient enrichis dans la commerce et la banque, dont Charles Cottiby et son neveu René Cottiby, se sont sauvés à Londres peu avant la révocation, en compagnie du pasteur Balthazar Gardemau, savant renommé, oncle maternel de René, qui est devenu curé d'une paroisse de l'église anglicane, en Suffolk.